# Angelika Matt-Heidecker
Angelika Matt-Heidecker (* 4. September 1953 in Grötzingen) ist eine deutsche Juristin und Politikerin (SPD). Sie war von 2004 bis 2020 Oberbürgermeisterin der Stadt Kirchheim unter Teck.

## Leben
Angelika Matt-Heidecker machte ihr Abitur in Kirchheim unter Teck und studierte danach in Tübingen Politik- und Rechtswissenschaften. Nach Abschluss des Studiums war sie bei der Steuerberaterkammer in Stuttgart als Referentin für Berufsrecht tätig, danach arbeitete sie als selbstständige Anwältin in Kirchheim unter Teck und Stuttgart.
Sie war 14 Jahre lang als Teil der SPD-Fraktion Mitglied des Kirchheimer Gemeinderates, mehrere Jahre davon als Fraktionsvorsitzende.
Ab 2004 war Angelika Matt-Heidecker Oberbürgermeisterin der Stadt Kirchheim unter Teck. Des Weiteren ist sie seit Gründung des Verbandes Region Stuttgart im Jahr 1994 gewähltes Mitglied der Regionalversammlung.
Matt-Heidecker war Mitglied der 12. Bundesversammlung 2004 und der 13. Bundesversammlung 2009.
Ihre aktuelle Amtszeit als Bürgermeisterin endete am 29. Februar 2020. Bei der Wahl am 1. Dezember 2019 unterlag Angelika Matt-Heidecker mit 28,8 % der Stimmen ihrem parteilosen Herausforderer Pascal Bader, der 70,8 % der Stimmen auf sich vereinen konnte.